# 瓊子林
瓊子林，原寫為瓊仔林，是臺灣高雄市燕巢區的一個傳統地域名稱，位於該區西部北側。相較於今日行政區，其範圍大致為瓊林里北半部不含東北部凸出部分及東部較大凸出部分。
本地區境內主要聚落為瓊仔林。

## 歷史
台灣日治初期，瓊子林地區為一街庄，稱為「瓊仔林庄」（舊制街庄），隸屬於觀音上里。該庄昔日西及北隔阿公店溪分別與後紅庄、拕仔庄為界，東與竹仔腳庄為鄰，南邊為援巢右庄、吊鷄林庄、大藔庄。
1901年（日治明治三十四年）11月11日，全台廢縣廳改設二十廳，該庄隸屬於鳳山廳。1904年（明治三十七年）5月3日，該庄編入「援巢中區」，隸屬於鳳山廳。1909年（明治四十二年）10月25日，全台合併二十廳為十二廳，援巢中區改隸屬於臺南廳。1920年（大正九年）10月1日，全台地方制度大改正，廢十二廳改設五州二廳，該庄改制並雅化為「瓊子林」大字，隸屬於高雄州高雄郡燕巢庄（新制街庄）。1924年（大正十三年）12月25日，高雄郡廢郡，燕巢庄改隸屬於岡山郡。
戰後燕巢庄改制為燕巢鄉，隸屬於高雄縣，大字亦改制為村。1950年（民國39年）10月1日，高、屏分治，燕巢鄉仍隸屬於高雄縣。2010年（民國99年）12月25日，高雄縣、市合併為直轄高雄市，燕巢鄉改制為燕巢區，村亦改制為里。

## 聚落
本地區發展較早的聚落為瓊仔林，在日治初期的官方地圖上已有記載。

## 交通
國道1號又稱「中山高速公路」，是貫穿台灣西部的兩條縱向高速公路之一，經過本地區西南部，並在南側邊界外不遠處的市道186號交會口設有岡山交流道。由此可快速前往國道1號沿線各地。
區道高32線是岡山至燕巢的道路，經過本地區主聚落。
區道高35線是瓊林至角宿的道路，其北側端點（起點）位於本地區中部主聚落的區道高32線路口。